# 斯普利特足球俱樂部
斯普利特足球俱樂部（Radnički nogometni klub "Split"）是克羅地亞的一家足球俱樂部，主場位於斯普利特。

## 外部連結
- 官方网站 （克羅埃西亞文）
- RNK Split （页面存档备份，存于） at nogometni-magazin （克羅埃西亞文）
- Article about club's history （页面存档备份，存于） in Slobodna Dalmacija （克羅埃西亞文）